# Эш (Цюрих)
Эш (нем. Aesch (ZH)) — коммуна в Швейцарии, в кантоне Цюрих.
Входит в состав округа Дитикон. Население составляет 994 человека (на 31 декабря 2007 года). Официальный код — 0241.